# Günther Lemmerer
Günther Lemmerer (Graz, 4 de abril de 1952) es un deportista austríaco que compitió en luge. Ganó una medalla de oro en el Campeonato Europeo de Luge de 1982, en la prueba doble.

## Palmarés internacional
| Campeonato Europeo | Campeonato Europeo | Campeonato Europeo | Campeonato Europeo |
| Año                | Lugar              | Medalla            | Prueba             |
| ------------------ | ------------------ | ------------------ | ------------------ |
| 1982               | Winterberg (RFA)   | Medalla de oro     | Doble              |